# ناحیه هانتر، شهرستان ادگار، ایلینوی
ناحیه هانتر (به انگلیسی: Hunter Township) یک منطقهٔ مسکونی در ایالات متحده آمریکا است که در شهرستان ادگار، ایلینوی واقع شده‌است. ناحیه هانتر ۱۹۶ متر بالاتر از سطح دریا واقع شده‌است.